# María Julia Hernández

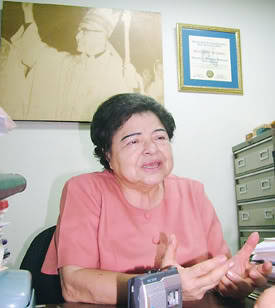
María Julia Hernández

María Julia Hernández (* 30. Januar 1939 in Villa de San Francisco, Departamento Francisco Morazán in Honduras; † 30. März 2007 in San Salvador) war eine salvadorianische Menschenrechtsaktivistin, die sich besonders für die Opfer des Bürgerkriegs in El Salvador einsetzte.

## Leben
María Julia Hernández wurde in Honduras geboren. Ihre Eltern waren aus El Salvador und kehrten kurz nach Hernández’ Geburt dorthin zurück. Als Jugendliche ließ sie sich in einer kirchlichen Institution zur Gesundheitshelferin (Barfußärztin) ausbilden. Sie blieb unverheiratet und wirkte zeitlebens für die Kirche und ihre Arbeit in der einfachen Bevölkerung von El Salvador und Guatemala.
Hernández war Gründungsmitglied und seit 1983 erste Direktorin des Menschenrechtsbüros „Tutela legal“ der katholischen Erzdiözese San Salvador. Das Büro „Tutela legal“ (span.: rechtlicher Beistand) war von Erzbischof Óscar Romero im März 1977 als Rechtshilfestelle (Socorro Jurídico) gegründet worden und von seinem Nachfolger Arturo Rivera y Damas zur (Rechtsbeistand) ausgebaut und beauftragt worden, auch Verbrechen gegen die Menschenrechte zu dokumentieren. Während ihrer Arbeit sammelte sie 30 Jahre lang Beweise für die Massaker und politischen Morde an der Bevölkerung, führte Interviews mit den Überlebenden und stellte Informationen über die Toten in einem Buch zusammen. Dieses „Totenbuch“ wuchs immer mehr zu einem Lexikon über politische Gewalt.
Ein prägendes Erlebnis für Hernández war die Ermordung von Erzbischof Óscar Romero durch Mitglieder einer rechtsgerichteten Todesschwadron während einer Messfeier. Er hatte in dieser die Armee aufgerufen, die Todesschwadronen aufzuhalten, welche wirkliche und vermeintliche Regimegegner angriffen. Hernández hatte mit Romero, der 1977 zum Bischof berufen wurde, zusammengearbeitet. Damals begann eine 15 Jahre andauernde Welle von Gewalt, in der eine relativ kleine Zahl linker Guerillakämpfer der herrschenden Klasse, den Streitkräften und der Regierung von El Salvador gegenüberstand. Die meisten der 75.000 Gewaltopfer waren Bauern, die der Staatsmacht gewaltlos Widerstand leisteten. Die Ermordung des Erzbischofs war auch ein Auslöser des Bürgerkriegs, der bis 1992 dauerte.
María Julia Hernández starb im Alter von 68 Jahren an einem Herzschlag. Ein Nachruf in der Washington Post würdigte sie als „Mutter der Gewaltopfer und Kämpferin für die Wahrheit“.

## Rezeption und Auszeichnung
1991 erhielt Hernández den „Pacem in Terris Award“. Dieser ist nach der gleichnamigen Enzyklika Papst Johannes des XXIII. benannt, das alle Menschen guten Willens aufrief, den Frieden unter den Völkern zu bewahren.
Ein deutsches Religionsbuch widmet ihr eine Seite unter der Überschrift „Samariterin der Berge“.